# Марцелла
Марцелла (лат. Marcella) — святая IV века. 

## Биография
Родилась в 325—335 гг. в римской аристократической семье, рано потеряла отца и вышла замуж. Уже через 7 месяцев после свадьбы овдовела, но вместо повторного заключения брака решила посвятить свою жизнь богу и библии, соблюдать целибат и отказываться от мирских излишеств. Она собрала у себя на Авентине кружок благочестивых женщин, в том числе святых Паулу, Лию и Фабиолу. Своим примером она многое сделала для развития монашеского движения (при этом её собрание было не монастырём, но монастерионом).
Монашеским идеалом её заинтересовали Афанасий Великий во время своего пребывания в Риме в 340—343 годах и Петр II Александрийский, бывший в Риме в 373—379 годах.
В 382—385 годах Марцелла брала уроки филологии, экзегетики и катехетики у блаж. Иеронима, позже состояла в переписке с ним.
Во время захвата Рима готами при Аларихе 24 августа 410 года солдаты искали в её доме богатства, которые у неё, по слухам, были, и, не найдя, избили её. Она выжила, но от побоев умерла на руках у приёмной дочери и ученицы Принципии.

## В искусстве
Марцелла является одной из 39 женщин, включённых в экспозицию «Званый ужин» Джуди Чикаго.